# Liczba cyklomatyczna
Liczba cyklomatyczna (inaczej pierwsza liczba Bettiego) – minimalna liczba krawędzi, które trzeba usunąć w nieskierowanym grafie G, żeby pozbyć się w nim wszystkich cykli (równoważnie – żeby graf G stał się lasem).